# 帕齐·雷迪
帕齐·雷迪（英語：Dame Patricia Lee Reddy；1954年5月17日—），是新西兰政治人物、商人和律师。2016年9月28日至2021年10月21日担任新西兰总督。
帕齐·雷迪出生于新西兰Matamata，畢業於威靈頓維多利亞大學法律系。她是新西兰第二十一任总督和第三位女性总督。

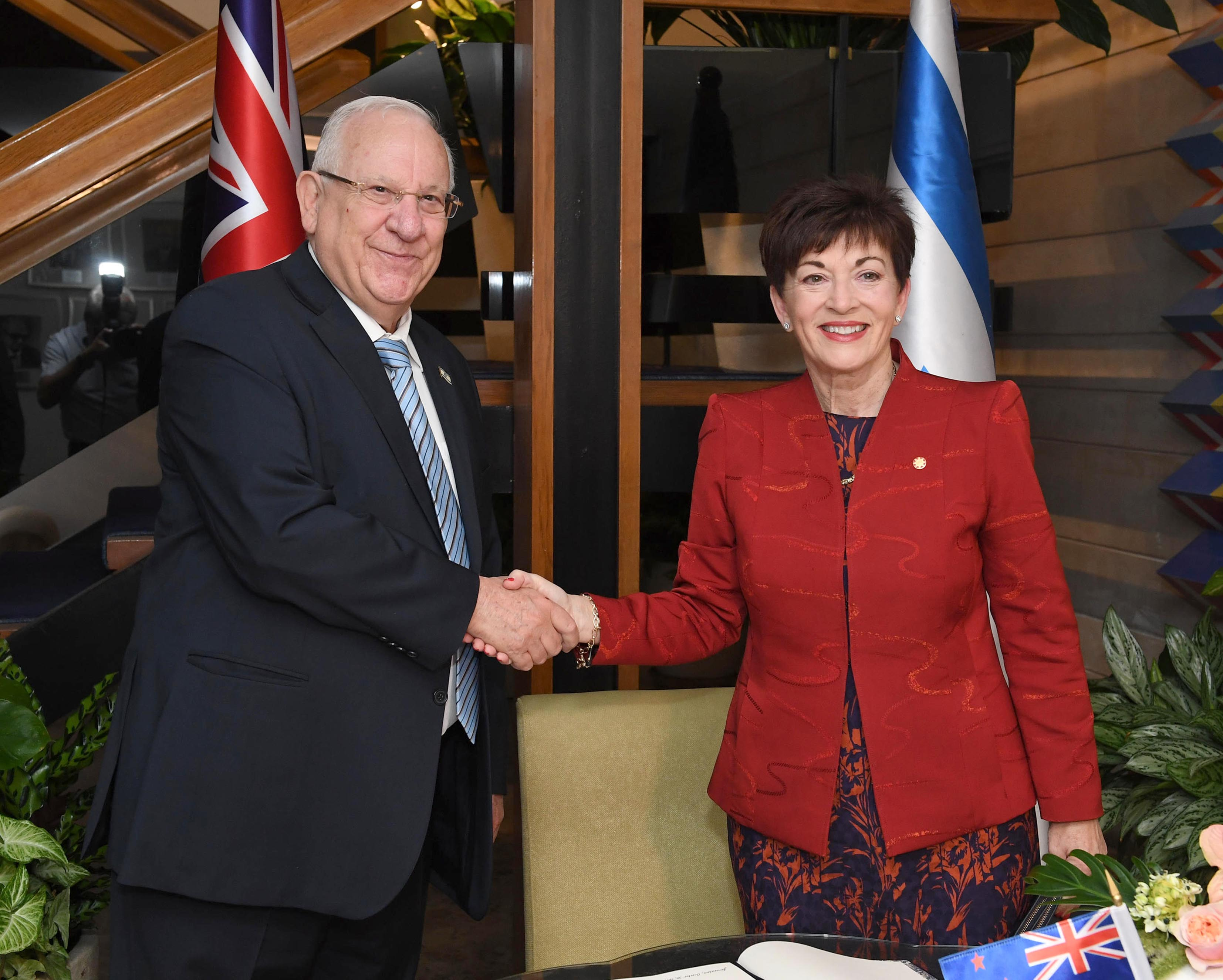
2017年10月30日帕齐·雷迪在耶路撒冷与以色列总统鲁文·里夫林会面